# ドラえもん2 のび太と光の神殿
『ドラえもん2 のび太と光の神殿』（ドラえもんツー のびたとひかりのしんでん）は、1998年12月11日にエポック社が発売したNINTENDO 64用ソフト。開発は有限会社ブレインスミス。ジャンルはアクションアドベンチャー。『ドラえもん』を題材としたNINTENDO64用ソフトの第2作。

## 物語
ある日、のび太たちいつもの5人組はタイムマシンで太古の世界へ遊びに出かけていた。帰路につくタイムマシンでは、太古の世界の話題で盛り上がり、それが最高潮を迎えたときにのび太は太古の世界で見つけた大きな宝石をみんなに見せびらかす。それを見たドラえもんがのび太に航時法違反だと注意したそのとき、強烈な閃光と衝撃と共にのび太たちは異世界に放り出される。離れ離れになったのび太たちは、仲間を探し元の世界に帰るために異世界「クリステカ」での冒険を余儀なくされる。

## 概要
前作と同じく3Dアクションが主体だが、純粋なアクション一本のゲームではない。本作は村で人に話を聞いたり、イベントをこなしたりしながら遺跡（アクションステージ）を目指すという、アドベンチャー要素を強く盛り込んでいる。時間や曜日、ステータス（キャラクターの機嫌）などの独特のシステムも特徴である。

## 時間と曜日
このゲームでは外にいるときは常に時間が流れており（現実世界の時間とは異なる）、決まった時間に村人の行動やセリフが変化する。
基本的に18時からは寒い夜が始まり、体力が段々減っていく。そのため、宿をとることのできる家か、アイテムの「キャンピングカプセル」で休まなければならない。何時に休みをとっても翌朝に起きる時間は6時30分と決まっており、また、夜中の23時になると強制的に翌日の6時30分に移行する。
また、このゲームには「光」「炎」「水」「木」「風」「岩」「闇」という7つの曜日がある。呼び方は「――曜日」ではなく「――の日」となっている。ゲームを進める上で、特定の曜日でないと先に進めない場所が存在する。また、曜日によって気候に特徴がある。
光の日
全員のステータス（機嫌）が少し回復する。また「光のクリスタル」の力の結晶である「光のかけら」が各地に出現する。
炎の日
特徴はない。
水の日
一日中雨が降る。
木の日
前日の雨の影響であらゆる植物が成長し、ブルーサファイアの滝にある「きのこの木」が伸びる。
風の日
一日中強風が吹き、ブラーニの村の風車が回る。また、ルビーキャニオンの竜巻のスピードが少し遅くなる。
岩の日
特徴はない。
闇の日
光のクリスタルのゲージ減少量が他の日よりわずかに増加すると考えられていたが、YouTubeチャンネルの「ゆっくりドラちゃんねる」の検証により、特徴がない事が判明した。

## 機嫌システム
使用可能キャラクター5人にはそれぞれ5段階の機嫌（「勇ましい」、「ごきげん」、「ふつう」、「ゆううつ」、「泣きたい」）が設定されており、ステータス画面で一目で確認できるようになっている。またそれぞれの機嫌に応じて各キャラクターの心情も変化していく。
基本的にストーリー上で操作キャラクターとして選択される。無事に「光の日」を迎える。ストーリー進行に適切なひみつ道具を使う。遺跡の守護者を撃破することでより良い状態に変化していく。一方で遺跡やフィールド上で必要以上にダメージを受けていくと悪化していく。
「ふつう」を基準値として「ごきげん」「勇ましい」側にステータス変化すると後述する遺跡ステージにおいてひみつ道具で与えられるダメージに補正が付き、遺跡の敵モンスターや守護者に与えられるダメージが通常時より多くなる。逆に「ゆううつ」「泣きたい」側にステータス変化すると遺跡ステージや高所・ステージギミックから受けるダメージに補正が付き、通常時より多くのダメージを受けることになる。

## ステージ
クリステカ
のび太たちが飛ばされた異世界の総称。凪沢カオル曰く「過去か未来かわからないが、自分たちのいた時代ではないのは確か」とのこと。アバーク族、ブラーニ族、ボガーナ族という姿形の異なる3種類の民族が暮らしている。電気や水道などはない。夜になると気温が急激に下がり、のび太たち現代人にとっては耐えられないほどの寒さになる。しかし、3種類の民族は適応している様子で、短時間であれば夜でも外を出歩いている。
水晶の森
水晶があちこちに点在する森。ゲームの最初にのび太、スネ夫、ジャイアンが放り出される場所。ほら穴に暖かい石があり、そこで寝泊りやセーブができる。
また、光の神殿への入り口がある場所でもある。
シルバーン平原
しずか、カオルと合流する平原で北部には底が見えないほどの深く巨大な崖が存在する。ドラえもんが地面に落ちたときに大きなクレーターができた。
アバークの村
中央に巨大な池のある村。魚のような顔をしたアバーク族が暮らしている。かつては村の中央にそびえる岩山の上の像まで水に覆われていたという。
エメラルドの湖
青緑色の澄んだ水を湛える大きな湖。ヘリオンの遺跡がある。
ヘリオンの遺跡
エメラルドの湖にそびえる太古の遺跡。水に関係する仕掛けが多い。
ブルーサファイアの滝
真っ青な滝と川のある場所。薬効のある植物「エレットの花」が咲く迷路の道や巨大な「きのこの木」がある。
ブラーニの村
山羊を思わせる顔つきと青い体毛を持つブラーニ族が暮らしている。崖の上に築き上げられた段状の作りの街で、木造の家が点在する。ゲームをクリアすると風車小屋に入れるようになる。
ルビーキャニオン
赤い色をした岩の渓谷。竜巻が入口を塞いでいるため、始めは入ることができない。ディオニーズの遺跡がある。
ディオニーズの遺跡
ルビーキャニオンの最深部に存在する遺跡。遺跡内に存在する大小様々な奇岩と地下水脈が探索者の行く手を阻む。
琥珀の洞窟
一面琥珀色の岩石に覆われた洞窟。岩質は意外に脆く崩落や落石の危険が付きまとう。
ボガーナの村
人間に近い姿だが大人でも小学生ののび太たち程度の身長しかない小柄なボガーナ族が暮らす高地集落で、巨石信仰と鳥居状の祭祀施設がある。農作や鉱山が主な生活基盤。
リリルの岩山
雲の上に浮かぶ岩山。足場を踏み外すと遥か下界まで転落し、ダメージを受ける。ヘパイースの遺跡がある。
ヘパイースの遺跡
緻密な石造の遺跡で、太古に存在した群を抜く技術で作られた機械兵器と高位の魔法生物が所狭しと蔓延る難攻不落の遺跡。
光の神殿
本来、光のクリスタルが安置されていた聖域。人の心の内面を読み取り、悪人に対しては最深部への道を閉ざす。進入するとイベントの後、最終ボスであるガーディアンとの戦いとなる。
開発当初はダンジョンの形式になる予定であり、固有のステージBGMも存在していたが、テンポが悪くなるため断念したとのこと。

## ひみつ道具
のび太が慌ててドラえもんの四次元ポケットをかき回してしまったため、ひみつ道具が全てクリステカに飛ばされてしまった。ゲームを進めながら拾い集めることになる。すべてを拾い集める必要はないが、ゲームを進める上で必要な道具もある。
ひみつ道具は以下の4種類に大別される。全67個（ひみつ道具図鑑の最後の5つはただの空きスペース）。
- イベントをクリアするために使用するもの
- 武器として使用できるもの
- 遺跡ステージなどで使用できるもの
- 実用性のない、ただの観賞用

### 武器
本作では遺跡の中でのみ、武器を使うことができる。武器は前作と異なり、全てのキャラクターが全ての武器を使うことが可能。
衝撃波ピストル
最初に入手できる武器。威力は低いがボタンを連打したり押しっぱなしにすると連射ができる。
空気砲
溜め打ちが可能。溜めると威力が大きくなる。
スーパー手袋
打撃で攻撃する。攻撃範囲は狭いが威力は高い。特定のブロックを押すことが可能。
こけおどし手投げ弾
投げて攻撃する。ジャンプしても届かない高さの場所に当てることもできる。
ショックガン
敵の動きを止められるが、ダメージは与えられない。溜め打ちができ、溜めると敵の動けなくなる時間も長くなる。
アタールガン
威力は小さいが、敵を追尾する機能がある。
チャンピオングローブ
打撃で攻撃する。攻撃範囲は狭いが威力は高い。特定の壁を壊すことも可能。

## アイテム
ひみつ道具以外、かつ恒常的に「アイテム」内に存在するものを記す。
時計
のび太がゲーム開始直後に拾う。
遺跡ステージ以外では常に画面右上に表示され、曜日、時刻、キャラクターの向いている方角がわかる。
光のクリスタル
のび太が太古の世界から勝手に持ち出したクリスタル。光の神殿から離れている間は少しずつ力を失っていき、最後にはクリスタルと共にクリステカ世界そのものが消滅してしまうため、これを光の神殿に返すのがゲームの目的である。
クリスタルの力はクリステカ世界の日中の時間帯と密接に関係しており、力が失われるにつれ夜間の時間帯が通常の18時より前倒しになっていく（夜間の時間帯が増え、安全に行動できる時間帯が減っていく）との記載が説明書にあったが、YouTubeチャンネルの「ゆっくりドラちゃんねる」による検証の結果、夜時間は変わらない事が判明した。
赤い宝石
アバーク族が大切にしていた宝石で、ストーリー上でドラえもん達に譲られる。最終ボスと戦うための足場を作る働きを持つ。
黄色い宝石
琥珀の洞窟で手に入る宝石。最終ボス戦時に上記の赤い宝石の力で生じた足場を固定し、高さを揃える働きを持つ。
緑の宝石
ブルーサファイアの滝で手に入る宝石。最終ボスの砲撃の威力と耐久を半減させる。
青紫の宝石
エメラルドの湖の水中洞窟で手に入る宝石。最終ボスとの戦闘時にプレイヤーキャラの周囲に白色の発光体を出現させる。
発光体の効果はライフ（ハート）が1以下の時に、発光体の存在と引き換えに一度だけ完全回復する。
赤紫の宝石
ボガーナの村で手に入る宝石。最終ボス戦時に上記の発光体による回復機会を1回増やす（一度目の回復時、発光体が消滅しなくなる）。
果物
ゲーム序盤、凪沢カオルがアバーク村民に教えられ、皆でこれを取りに行くイベントが発生する。このアイテム自体に効果はないが、このイベントを行わないと先へ進めない。
エレットの花
ブルーサファイアの滝の迷路にのみ自生する薬効のある紫色の花。ブラーニの村にこの花を好む住人がいる。ゲームをクリアすると再入手可能だが効果は特に無い。
地図
果物を取りに行くイベント終了後、湯煙博士の手紙に添付されている。使うと今いる場所がわかる。
青い薬瓶
入手・使用は遺跡ステージ内でのみ可能、かつ最大所持数は3つまで（緑・赤も同様）。ライフがハート1つ分回復する。
緑の薬瓶
ライフがハート2つ分回復する。
赤の薬瓶
ライフがハート3つ分回復する。

## 登場人物
シリーズ恒例である、キャラクターごとの特徴は存在しない。以下のメインキャラクターは特記事項のみを記述し、基本事項は各キャラの項目に委ねる。
- ドラえもん（声：大山のぶ代）
- のび太（声：小原乃梨子）
- しずか（声：野村道子）
- ジャイアン（声：たてかべ和也）
- スネ夫（声：肝付兼太）

### ゲームオリジナルキャラクター
湯煙源五郎（声：不明）
遺跡の調査中に突然、異世界「クリステカ」に飛ばされた大学の考古学の教授。暢気で穏やかな性格だが、遺跡の調査となるとすぐに行動に移る。時折鋭い推理や洞察力を披露する。
凪沢カオル（声：吉永安希）
湯煙と共に異世界「クリステカ」に飛ばされてきた大学生で、湯煙の助手。のんびりした湯煙をサポートするしっかり者の女性である。
ミナ（声：佐久間レイ）
異世界「クリステカ」に飛ばされた22世紀の世界屈指のトレジャーハンターの一人娘。我が儘な性格で、光の神殿に宝があると睨んではドラえもん一行と対立する。悪事を働いてまで宝石を求めるのは、父に一人前のトレジャーハンターと認めてもらいたいがためで、本来の性根は優しい。
ピュン（声：山口勝平）
ミナの父親の部下でトレジャーハンター。ミナのお目付け役であり、共に異世界「クリステカ」に飛ばされた。ミナがときどき用いる非人道的なことに心を痛めることがあるが、それでもミナのことは大切に思っている。
ギュルミー（声：不明）
クリステカの聖地「光の神殿」の守護者。のび太に宝石（光のクリスタル）の秘密を打ち明け、本来在るべき所に戻してもらうために眷属のキャララを遣わし、のび太たちに行く道を示す。
キャララ（声：なし）
「光の神殿」の守護者であるギュルミーの眷属で、神殿を離れられないギュルミーの代わりにのび太たちのサポート役としてギュルミーの言葉を伝える。ジャイアン曰く「狸みたいな姿」だがテレパシーやテレポーテーション、治癒魔法など遺跡のガーディアンに劣らない高位の魔法の使い手でもある。またキャララの見聞きしたものは全てギュルミーに伝わる。

## 漫画版
別冊コロコロコミックにて前後編で2話掲載された。著者は三谷幸広。アクション部分は大幅に簡略化しつつ原作のストーリーをエンディングまでなぞっている。